# Селайн (Мічиган)
Селайн (англ. Saline) — місто (англ. city) в США, в окрузі Воштено штату Мічиган. Населення — 8948 осіб (2020).

## Географія
Селайн розташований за координатами 42°10′26″ пн. ш. 83°46′37″ зх. д. / 42.17389° пн. ш. 83.77694° зх. д. (42.173972, -83.776966).  За даними Бюро перепису населення США в 2010 році місто мало площу 11,22 км², з яких 11,03 км² — суходіл та 0,18 км² — водойми.

## Демографія
Згідно з переписом 2010 року, у місті мешкало 8810 осіб у 3699 домогосподарствах у складі 2336 родин. Густота населення становила 786 осіб/км².  Було 3923 помешкання (350/км²).
Расовий склад населення:
| - 93,6 % — білих - 2,5 % — азіатів - 1,4 % — чорних або афроамериканців - 0,2 % — корінних американців |

До двох чи більше рас належало 1,8 %. Частка іспаномовних становила 2,6 % від усіх жителів.
За віковим діапазоном населення розподілялося таким чином: 24,5 % — особи молодші 18 років, 60,9 % — особи у віці 18—64 років, 14,6 % — особи у віці 65 років та старші. Медіана віку мешканця становила 41,1 року. На 100 осіб жіночої статі у місті припадало 88,5 чоловіків;  на 100 жінок у віці від 18 років та старших — 81,7 чоловіків також старших 18 років.
Середній дохід на одне домашнє господарство  становив 85 329 доларів США (медіана — 65 497), а середній дохід на одну сім'ю — 106 443 долари (медіана — 96 955). Медіана доходів становила 70 759 доларів для чоловіків та 60 663 долари для жінок. За межею бідності перебувало 3,8 % осіб, у тому числі 2,7 % дітей у віці до 18 років та 8,4 % осіб у віці 65 років та старших.
Цивільне працевлаштоване населення становило 4763 особи. Основні галузі зайнятості: освіта, охорона здоров'я та соціальна допомога — 29,1 %, виробництво — 18,8 %, роздрібна торгівля — 12,1 %, науковці, спеціалісти, менеджери — 10,7 %.